# Torymus chrysochlorus
Torymus chrysochlorus is een vliesvleugelig insect uit de familie Torymidae. De wetenschappelijke naam is voor het eerst geldig gepubliceerd in 1870 door Osten-Sacken.